# Ратници (филм)
Ратници (енгл. Kelly's Heroes) познати и као Злато за одважне и Келијеви хероји, америчка је ратна комедија из 1970. коју је режирао Брајан Хатон. Радња филма је смештена у време  Другог светског рата и говори о групи америчких војника који дезертирају да би иза непријатељских редова опљачкали банку. У филму глуме Клинт Иствуд, Тели Савалас, Дон Риклс, Карол О'Конор, Доналд Садерланд, Хари Дин Стантон, Гавин Маклауд и Стјуарт Марголин. Сценариста филма је Трој Кенеди Мартин, аутор филмске музике Лало Шифрин, а директор фотографије Габријел Фигероа. Филм је снимљен у америчко-југословенској копродукцији на локацијама у Истри (село Вижинада) и Србији (Шпицеров дворац у Беочину), као и сцена рушења моста за чије је потребе срушен стари железнички мост на Колубари у Обреновцу.

## Радња
Радња се одвија 1944. године током ослобађања Француске од стране савезничких снага од нациста.
Током Другог светског рата, поручник Кели (кога игра Иствуд) хвата немачког официра од кога жели да извуче корисне информације. Ту напије официра и сазнаје да је на тајном задатку: да испоручи златне полуге у вредности од 16 милиона долара у војну базу у Француској. Кели жели да дође до злата и прави план са неколико својих пријатеља да уђе на непријатељску територију, јер сазнаје да се у позадини Вермахта у једном од градова налази банка са огромном резервом злата. Кели да би добио ово злато, и да би се пробио дубоко у непријатељске редове, мора да привуче опрему управника војног складишта, званог Палуба, и тенкове чудног наредника Одбола. Његов вод, предвођен Великим Џоом (којег игра Савалас), има три дана да изврши задатак и, уз помоћ неколико људи и три тенка, Кели одлази у Француску да украде злато...